# Моэ, Кнут Ивар
Кнут И́вар Мо́э (норв. Knut Ivar Moe; род. 29 июля 1960, Лиллехаммер, Оппланн) — норвежский кёрлингист и тренер по кёрлингу.
В составе мужской сборной Норвегии участник чемпионата мира 1997. Чемпион Норвегии среди мужчин (1997).

## Достижения
- Чемпионат Норвегии по кёрлингу среди мужчин: золото (1997).

## Команды
| Сезон   | Четвёртый     | Третий       | Второй               | Первый               | Запасной      | Турниры                      |
| ------- | ------------- | ------------ | -------------------- | -------------------- | ------------- | ---------------------------- |
| 1996—97 | Пол Трульсен  | Ларс Вогберг | Бент Онанд Рамсфьелл | Кнут Ивар Моэ        | Мортен Хальса | ЧНМ 1997 · ЧМ 1997 (7 место) |
| 2006—07 | Никлас Эдин   | Петтер Моэ   | Кристофер Све        | Ховард Вад Петерссон | Кнут Ивар Моэ | [ 2 ]                        |
| 2006—07 | Томас Лёвольд | Петтер Моэ   | Кристофер Све        | Ховард Вад Петерссон | Кнут Ивар Моэ |                              |

(скипы выделены полужирным шрифтом)

## Результаты как тренера национальных сборных
| Год  | Турнир                                                   | Сборная                | Место |
| ---- | -------------------------------------------------------- | ---------------------- | ----- |
| 1999 | Чемпионат мира по кёрлингу среди юниоров 1999            | Норвегия (юниоры муж.) | 7     |
| 2000 | Чемпионат мира по кёрлингу среди юниоров 2000            | Норвегия (юниоры муж.) | 9     |
| 2000 | Чемпионат мира по кёрлингу среди юниоров 2000            | Норвегия (юниоры жен.) | 8     |
| 2001 | Чемпионат мира по кёрлингу среди юниоров (группа Б) 2001 | Норвегия (юниоры муж.) | 4     |
| 2003 | Чемпионат мира по кёрлингу среди юниоров 2003            | Норвегия (юниоры муж.) | 4     |